# Фантастическая четвёрка (мультсериал, 1978)
«Фантастическая четвёрка» (англ. The Fantastic Four), также известен как Новая Фантастическая четвёрка (англ. The New Fantastic Four) — американский мультипликационный сериал, разработанный DePatie–Freleng Enterprises и Marvel Comics Animation (принадлежащие Marvel Entertainment) в 1978 году. Это второй анимационный сериал, основанный на комиксах о Фантастической четвёрке от издательства Marvel Comics, который пришёл на смену «Фантастической четвёрке» 1967 года от Hanna-Barbera.
В этой версии в качестве четвёртого участника команды выступил специально разработанный для мультсериала персонаж — робот по имени Г.Е.Р.Б.И., который заменил Человека-факела. Примерно в это же время Marvel передал лицензии на некоторых своих персонажей Universal Studios для разработки телевизионных фильмов, один из которых должен был быть посвящён Человеку-факелу. Тем не менее, фильм так и не был выпущен. Из-за ограничений по использованию образа супергероя, Стэн Ли и Джек Кирби придумали нового персонажа. Через год Г.Е.Р.Б.И. также появился на страницах комиксов, написанных Марвом Вольфманом и проиллюстрированных Джоном Бирном.
Право собственности на мультсериал перешло к The Walt Disney Company в 2001 году, когда компания приобрела Fox Kids Worldwide, которая включала в себя Marvel Productions. Тем не менее, «Фантастическая четвёрка» недоступна для просмотра на Disney+.

## Сюжет
Подвергнувшись воздействию космического излучения, Рид Ричардс, Сьюзан Шторм и Бен Гримм вместе со своим роботом-помощником Г.Е.Р.Б.И. решили бороться с преступностью в составе супергеройской команды Фантастическая четвёрка.

## Роли озвучивали
- Тед Кэссиди — Существо/Бенджамин Джей Гримм, Человек-крот
- Майк Роад[англ.] — Мистер Фантастик/Рид Ричардс
- Джинни Тайлер[англ.] — Сьюзан Шторм Ричардс
- Фрэнк Уэлкер — Г.Е.Р.Б.И., Невозможный человек
- Дик Тафельд[англ.] — рассказчик
- Джон Стивенсон[англ.] — Доктор Дум, Магнето, Карнак, профессор Грегсон Гилберт, ведущий научной конвенции
- Джин Мосс — Трапстер

## Список эпизодов
| № | Название                                                                               | Дата премьеры    |
| --- | -------------------------------------------------------------------------------------- | ---------------- |
| 1 | «Монстры среди нас» «A Monster Among Us»                                               | 9 сентября 1978  |
| Космический корабль, содержащий гигантского инопланетного монстра, терпит крушение на Земле, после чего тот отправляется в Нью-Йорк. Фантастическая четвёрка должна найти способ задержать гигантского инопланетного монстра до прибытия второго космического корабля.          |                                                                                        |                  |
| 2 | «Угроза Магнето» «The Menace of Magneto»                                               | 14 октября 1978  |
| Магнето бросает вызов Мистеру Фантастику за лидерство над Фантастической четвёрой. Победив, суперзлодей заставляет команду совершать преступления, выдаваемые за добрые дела.                                                                                                   |                                                                                        |                  |
| 3 | «Призрак города грёз» «The Phantom of Film City»                                       | 16 сентября 1978 |
| Фантастическая четвёрка принимает участие в съёмках фильма, в то время как съёмочная площадка подвергается нападению со стороны замаскированных под актёров скруллов. |                                                                                        |                  |
| 4 | «Медуза и Нелюди» «Medusa and the Inhumans»                                            | 7 октября 1978   |
| После получения сообщения о таинственных существах, живущих в Альпах, Фантастическая четвёрка попадает в плен к Нелюдям под предводительством Медузы, намеривающихся захватить Землю.                                                                                           |                                                                                        |                  |
| 5 | «Алмаз судьбы» «The Diamond of Doom»                                                   | 4 ноября 1978    |
| Королева Себель из Манопала нанимает Фантастическую четвёрку, чтобы найти большой белый камень, который был у неё украден, однако команда и не подозревает о её истинных мотивах.                                                                                               |                                                                                        |                  |
| 6 | «Человек-крот» «Mole Man»                                                              | 23 сентября 1978 |
| По всему миру пропадают электростанции. В скором времени Фантастическая четвёрка обнаруживает, что за этим стоит Человек-крот. |                                                                                        |                  |
| 7 | «Космическая олимпиада» «Olympics of Space»                                            | TBA              |
| Инопланетяне похищают Существо, вынуждая его участвовать в состязании на Луне между враждующими группировками. Впоследствии он сражается с чемпионом другой инопланетной расы, Монстро.                                                                                         |                                                                                        |                  |
| 8 | «Фантастическая четвёрка встречает Доктора Дума» «The Fantastic Four Meet Doctor Doom» | TBA              |
| Доктор Дум переносит Фантастическую четвёрку в Латверию, заставляя их отправиться в прошлое и добыть сокровища Чёрной Бороды. |                                                                                        |                  |
| 9 | «Ужасающая четвёрка» «The Frightful Four»                                              | 11 ноября 1978   |
| Чтобы победить Фантастическую четвёрку, Чародей объединяется с Медузой, Песочным человеком и Трапстером, образуя Ужасающую четвёрку. |                                                                                        |                  |
| 10 | «Разборка в университете» «Calamity on the Campus»                                     | TBA              |
| Профессор Грегсон Гилберт представляет Фантастической четвёрке своё творение — Человека-дракона, желая совершать добрые дела с его помощью. К сожалению, помощник профессора Гилберта Джордж захватывает контроль над Человеком-драконом, чтобы использовать его в своих целях. |                                                                                        |                  |
| 11 | «Невозможный человек» «The Impossible Man»                                             | 28 октября 1978  |
| Зелёный инопланетянин, который может делать всё, что угодно, приземляется на Землю, и попадает под влияние бандитов, которые называют его Невозможным человеком. |                                                                                        |                  |
| 12 | «Последняя победа Доктора Дума» «The Final Victory of Doctor Doom»                     | 9 декабря 1978   |
| Доктор Дум шантажирует США, вынуждая политическую элиту признать его лидером государства, тем самым провоцируя Фантастическую четвёрку на действия. |                                                                                        |                  |
| 13 | «Бластаар, человек-взрыв» «Blastaar, the Living Bomb Burst»                            | 16 декабря 1978  |
| Мистер Фантастик обнаруживает Негативную Зону и неосознанно впускает Бластаара на Землю, который учиняет хаос. |                                                                                        |                  |

## Marvel Mash-Up
В июле 2012 года сцены из «Фантастической четвёрки» были перемонтированы в комичные короткометражки в рамках Marvel Mash-Up Disney XD, являющиеся частью их блока «Marvel Universe на Disney XD», наряду с мультсериалами «Совершенный Человек-паук» и «Мстители. Величайшие герои Земли».

## DVD-издание
Компания Liberation Films намеревалась выпустить мультсериал на DVD в Великобритании в ноябре 2008 года, но этого не произошло из-за её банкротства. Тем не менее, британская компания Clear Vision, которая приобрела права на мультсериал, выпустила «Фантастическую четвёрку» на DVD в марте 2010 года.